# Todd Krygier
Todd Andrew Krygier (* 12. Oktober 1965 in Chicago Heights, Illinois) ist ein ehemaliger US-amerikanischer Eishockeyspieler und derzeitiger -trainer, der im Verlauf seiner aktiven Karriere zwischen 1984 und 2000 unter anderem 591 Spiele für die Hartford Whalers, Washington Capitals und Mighty Ducks of Anaheim in der National Hockey League (NHL) auf der Position des linken Flügelstürmers bestritten hat. Seit der Saison 2019/20 ist Krygier als Assistenztrainer bei den Grand Rapids Griffins aus der American Hockey League (AHL) tätig. 

## Karriere
Krygier verbrachte seine Juniorenzeit zwischen 1984 und 1988 an der University of Connecticut, wo er parallel zu seinem Studium mit der Eishockeymannschaft am Spielbetrieb der Division III der National Collegiate Athletic Association (NCAA) teilnahm. In den vier Jahren steigerte sich der Flügelstürmer von zunächst 27 Scorerpunkten über 56 und 48 in den folgenden beiden Jahren auf schließlich 71 Punkte, die er in lediglich 27 Einsätzen gesammelt hatte. Nach Beendigung seiner letzten Collegesaison bestritt er im Frühjahr 1988 seine ersten Profispiele für die New Haven Nighthawks in der American Hockey League (AHL). Anschließend wurde er im NHL Supplemental Draft 1988 in der ersten Runde an 16. Position von den Hartford Whalers aus der National Hockey League (NHL) ausgewählt.
Die Hartford Whalers setzten den Rookie in der Saison 1988/89 in ihrem AHL-Farmteam, den Binghamton Whalers, ein. Dort wusste Krygier mit 68 Punkten in 76 Einsätzen zu überzeugen, sodass er mit Beginn des folgenden Spieljahres Stammspieler für Hartford war. In den Spielzeiten 1989/90 und 1990/91 sammelte er jeweils 30 Punkte. Kurz vor dem Beginn der Saison 1991/92 verließ der Angreifer jedoch das Team, da er im Tausch für ein Viertrunden-Wahlrecht im NHL Entry Draft 1993 an die Washington Capitals abgegeben wurde. Für das Franchise aus der US-amerikanischen Hauptstadt lief Krygier in den folgenden drei Jahren auf und bestätigte dort seine vorher in Hartford gezeigten Leistungen. Im Februar 1995 erfolgte ein erneuter Wechsel, womit der Stürmer die aufgrund des Lockouts später gestartete NHL-Spielzeit 1994/95 bei den Mighty Ducks of Anaheim begann. Diese hatten ihn für ein Viertrunden-Wahlrecht im NHL Entry Draft 1996 erworben. Allerdings holten die Caps ihren Ex-Spieler bereits zum Ende der folgenden Saison im März 1996 im Tausch für Mike Torchia zurück. Letztlich verblieb Krygier dort bis zum Frühjahr 1998, nachdem er mit den Capitals im Verlauf der Stanley-Cup-Playoffs 1998 die Finalserie um den Stanley Cup erreicht hatte.
Anschließend beendete er seine NHL-Karriere, da er sich im Sommer 1998 als Free Agent den Orlando Solar Bears aus der International Hockey League (IHL) anschloss. Nach zwei Jahren in der IHL beendete er im Alter von 34 Jahren seine aktive Karriere. Es folgte eine mehrjährige Pause, bevor Krygier im Sommer 2006 ins Eishockeygeschäft zurückkehrte und sieben Jahre lang das High-School-Team der Novi High School im US-Bundesstaat Michigan betreute. Anschließend war er zwischen 2013 und 2016 drei Jahre lang Cheftrainer der Muskegon Lumberjacks aus der Juniorenliga United States Hockey League (USHL). Ebenso lang war er zwischen 2016 und 2019 als Assistenztrainer für das Eishockeyteam an der Western Michigan University in der NCAA angestellt. Seit Beginn der Saison 2019/20 ist Krygier Assistenztrainer der Grand Rapids Griffins aus der AHL, wo er unter Cheftrainer Ben Simon arbeitet.

### International
Für sein Heimatland lief Krygier zwischen 1991 und 1997 bei insgesamt drei Weltmeisterschaftsturnieren auf. Seine ersten Einsätze im Trikot der Nationalmannschaft der Vereinigten Staaten hatte er bei der Weltmeisterschaft 1991 in Finnland, wo er mit der Mannschaft den vierten Platz, knapp außerhalb der Medaillenränge, belegte. Mit acht Scorerpunkten in zehn Turniereinsätzen hatte der Offensivspieler maßgeblichen Anteil am guten Abschneiden der US-Amerikaner. Im folgenden Jahr bei den Welttitelkämpfen 1992 in der Tschechoslowakei stieß Krygier erst während des Turniers zum Team und absolvierte aufgrund des Viertelfinalaus nur ein einziges Spiel.
Nach fünfjähriger Pause bestritt er bei der Weltmeisterschaft 1997, die abermals in Finnland stattfand, seine letzten acht von insgesamt 19 WM-Spielen. Im Endklassement belegten die US-Boys den sechsten Rang.

## Erfolge und Auszeichnungen
- 1987 NCAA (College Division) East Second All-American Team

## Karrierestatistik

### International
Vertrat die USA bei:
- Weltmeisterschaft 1991
- Weltmeisterschaft 1992
- Weltmeisterschaft 1997

(Legende zur Spielerstatistik: Sp oder GP = absolvierte Spiele; T oder G = erzielte Tore; V oder A = erzielte Assists; Pkt oder Pts = erzielte Scorerpunkte; SM oder PIM = erhaltene Strafminuten; +/− = Plus/Minus-Bilanz; PP = erzielte Überzahltore; SH = erzielte Unterzahltore; GW = erzielte Siegtore; 1 Play-downs/Relegation; Kursiv: Statistik nicht vollständig)